# Ивченко, Александр Владимирович
Алекса́ндр Влади́мирович И́вченко (род. 6 января 1952, Омск) — советский и российский футбольный тренер категории «Pro». Заслуженный тренер России. Награждён знаком «За заслуги в развитии физической культуры и спорта».

## Биография
Воспитывался в детдоме. Рос без рано погибшего отца, мать — квалифицированный радист, работала на станции Мирный (Северный полюс).
В юношеском возрасте играл за омский «Нефтяник».
Окончил Омский институт физкультуры. Тренировал команду института. Вместе с Корнеем Шперлингом создали команду, ставшую победителем всесоюзного турнира «Переправа». С 1979 года — на тренерской работе в командах мастеров. До 1990 года работал в омском «Иртыше», в 1992 году — тренер казанского «Рубина»-ТАН, в 1993 году — клуба Высшей лиги «Луч». В середине 1990-х был главным тренером оманского «Сура», с которым выиграл Кубок Омана и чемпионат Омана 1994/95. Летом 1995 года вернулся в Россию и возглавил омский «Иртыш». Позже работал с клубами Первого и Второго дивизионов. Был одним из экспертов еженедельника «Футбол» по Первому дивизиону. С 2007 года до августа 2008 года руководил подразделением ПФЛ России по переподготовке тренеров. 19 января 2008 года возглавил находившуюся на сборе в Турции иркутскую «Звезду», но через несколько дней был уволен. 4 августа 2008 года подписал контракт с красноярским «Металлургом». В июне 2010 года покинул клуб. С 2011 по 2013 год — главный тренер клуба «Зенит-Ижевск». С 2015 года — президент Омской областной федерации футбола, в феврале 2019 года — переизбран. С июля 2015 по август 2017 года тренировал клуб ФНЛ «Тюмень». 
Избирался в совет ПФЛ и в число членов исполкома РФС.
Женат. Дочь растит внука.